# Samuel von La Roche-Starkenfels
Samuel von La Roche-Starkenfels, 1706 geadelt als Edler von Starkenfels (* 26. Juni 1664 in Verden (Aller); † 4. Februar 1722 in Monsheim) war Generalmajor in der Hessen-kasselschen Armee.

## Leben

### Herkunft und Familie
Samuel Freiherr von La Roche-Starkenfels entstammte dem Adelsgeschlecht der französischen Grafen de La Roche sur l'Oignon und de La Roche en Montagne, das im 15. Jahrhundert ausgestorben ist und sich als jüngerer Zweig nach Deutschland ausbreitete. Sein Vater Samuel de la Roche (1629–1701) kam 1645 als Hugenotte nach Deutschland und gilt als der Stammvater dieser Linie. Er stand als Soldat in Diensten der Armeen von Schweden, Lothringen und Braunschweig. 1701 starb er als kurfürstlich-brandenburgischer Oberst.
Seine Mutter war Anna Gertrud Köhler (1669–1701), Tochter des schwedischen Obristen Anton Günther Köhler.
Am 7. Januar 1695 heiratete Samuel in Reichelsheim Susanna Catharina Jungmann (1669–1742), Tochter des Reinhard Jungmann, kurmainzischer Rat und der Cäcilia Hattig. Das Paar hatte die Kinder Susanne Esther (1696–1783), Samuel Philipp (1697–1744), Hauptmann und den preußischen Rittmeister Friedrich (1700–1780).

### Wirken
Samuel schlug wie sein Vater eine militärische Laufbahn ein und wurde Offizier in der Hessen-Kasselschen Armee. Dort stieg er vom Oberst zum Generalmajor auf. Er war Herr auf Schloss Monsheim.
Am 12. August 1706 wurde er in den Reichsritterstand und am 26. Juni 1713 durch Kaiser Karl VI. in den Freiherrnstand erhoben.
1717 wurde er in den Ritterkanton Mittelrhein und am 8. Januar 1732 in die oberrheinische freie Reichsritterschaft aufgenommen, nachdem er die ritterschaftlichen Güter Erbes-Büdesheim und Monsheim (ersteigert 1714) erworben hatte.